# Toxicocalamus cratermontanus
Toxicocalamus cratermontanus — вид отруйних змій родини аспідових (Elapidae). Ендемік Папуа Нової Гвінеї. Описаний у 2017 році.

## Поширення й екологія
Toxicocalamus cratermontanus мешкають в горах Кратер в провінції Сімбу на сході Нової Гвінеї. Вони живуть в тропічних лісах, на висоті 920 м над рівнем моря. Живляться черв'яками.